# Alexandre V (roi d'Iméréthie)
Pour les articles homonymes, voir Alexandre V.
Vous lisez un « bon article » labellisé en 2021.
Alexandre V (en géorgien : ალექსანდრე V), né en 1703/1704 et mort en mars 1752, est un monarque géorgien du XVIIIe siècle. Membre de la dynastie des Bagrations, il est roi d'Iméréthie en 1720-1741 et en 1742-1752.
Fils de Georges VII et de la reine Rodam, il grandit à la cour de Vakhtang VI de Karthli où il reçoit une éducation chrétienne tandis que son père fait face à une série de guerres civiles pour le contrôle du royaume. En 1719, il accompagne son père à Constantinople pour s'assurer l'aide de l'Empire ottoman contre le prince de Gourie qui usurpe le trône et accède lui-même au pouvoir à l'aide des forces turques en 1720 à l'âge de 17 ans. Bejan Dadiani, prince de Mingrélie, est nommé régent du royaume par le pacha de Tchildir Ichak Djaqeli, ce dernier servant comme responsable du gouvernement ottoman sur les affaires de la Géorgie occidentale.
Le règne de 32 ans d'Alexandre V est marqué par une lutte intestine constante du gouvernement central contre ses nombreux vassaux puissants, une continuation de la guerre civile commencée au XVIIe siècle. Au cours de son règne, il change souvent d'alliance, tel que le duc Chochita III de Ratcha qui devient son principal ennemi jusqu'en 1731, Levan Abachidzé, qui s'oppose au pouvoir royal avant de servir comme conseiller d'Alexandre V, et Bejan Dadiani, dont la puissance mène à sa chute aux mains des Turcs en 1728. Il est obligé d'apaiser de nombreux nobles en leur offrant des terres et citadelles, appauvrissant les coffres du royaume, déjà largement réduits par la suzeraineté ottomane.
Les Ottomans gagnent une grande influence en Iméréthie sous Alexandre V, stationnant des troupes dans une dizaine de villes imères, dont la capitale Koutaïssi, et annexant le littoral de la mer Noire, isolant officiellement la région de toute relation avec l'Occident. En 1733, il est contraint de participer à la campagne turque vers Azov ayant pour but la soumission des tribus littorales de Ciscaucasie, avant de mettre fin à son implication après avoir envahi l'Abkhazie et forcé la famille Chervachidzé, son vassal, à adopter l'islam. L'expulsion de familles paysannes géorgiennes pour monopoliser le commerce agricole, l'augmentation des tributs sur le gouvernement central, le développement du commerce aux esclaves vers la Turquie et l'encouragement des révoltes nobiliaires par Constantinople font partie d'une politique de divide et impera des Ottomans, qui remplace une annexion directe du royaume chrétien.
Dans une tentative de nouvel alignement géopolitique, il fait de nombreuses ouvertures vers la Russie, dont une ambassade en 1738 pour organiser une alliance militaire contre l'Empire ottoman. La convention de Nyssa de 1739 met toutefois fin à ce plan et Alexandre V est renversé par une alliance nobiliaire soutenue par Constantinople, en 1741, en faveur de son demi-frère Georges IX. Il retourne sur le trône un an plus tard grâce à une intervention de Nader Chah mais doit continuer à faire face à de nombreuses révoltes, dont une tentative d'usurpation par son frère Mamouka en 1746-1749. Alexandre reste connu pour son autoritarisme face aux rebelles mais aussi pour son incapacité à préserver l'ordre durant son règne. Il meurt en 1752 et est remplacé par son fils Salomon Ier.

## Biographie

### Origines et jeunesse

Georges VII, Rodam Bagration et un jeune Alexandre (fresque à Guelati).

Alexandre Bagration naît au début du XVIIIe siècle, probablement en 1703 ou 1704, au sein de la dynastie des Bagrations d'Iméréthie, une branche cadette de la famille royale géorgienne qui gouverne la Géorgie occidentale depuis l'indépendance du royaume d'Iméréthie au XVe siècle. Il est le fils aîné du prince Georges Bagration, lui-même un fils illégitime du roi Alexandre IV (r. 1683-1690, 1691-1695), et de Rodam Bagration, fille du roi Georges XI de Karthli. La jeunesse d'Alexandre correspond à un chaos interne au sein de l'Iméréthie qui fait rage depuis les années 1650. À sa naissance, le puissant noble Georges Abachidzé contrôle la scène politique et l'économie du royaume via une diplomatie minutieuse avec l'empire ottoman voisin mais une révolte nobiliaire le dépose en 1707 et porte sur le trône le père d'Alexandre, qui devient Georges VII.
La situation en Géorgie occidentale ne se diffuse guère avec l'ascension de Georges VII, qui sera détrôné trois fois entre 1711 et 1716. Avec une guerre féodale constante et l'enracinement de la présence militaire des Ottomans dans la région, le roi établit Rodam et ses enfants (dont Alexandre) auprès de la cour royale de Vakhtang VI de Karthli, le puissant souverain chrétien de Géorgie orientale (et oncle de Rodam) qui mène son royaume vers une renaissance socio-économique. Le jeune Alexandre est éduqué avec la famille royale de Vakhtang VI à Tiflis mais quand Georges VII regagne sa couronne en 1712, il divorce de Rodam, une décision désapprouvée par la Karthli qui refuse de la rapatrier.
Pendant deux ans, Alexandre, en tant qu'héritier au trône d'Iméréthie, devient le sujet d'une crise diplomatique entre les deux États géorgiens. En octobre 1714, Vakhtang VI est toutefois forcé par la Perse d'abdiquer en faveur de Jessé et ce dernier s'accorde avec Georges VII à échanger Rodam et ses enfants avec la famille de Vakhtang VI, réfugiée dans la citadelle imère de Kharagaouli,. De retour en Iméréthie, la famille est domiciliée dans la région montagnarde de Svanétie. En 1716, le jeune Alexandre est toujours en Svanétie quand la région est ravagée par les princes Béjan de Mingrélie et Zourab Abachidzé durant la guerre civile.

### Guerre civile et ascension
Quand Georges VII est déposé une nouvelle fois en 1716 par le prince Georges IV de Gourie, Alexandre accompagne son père à Constantinople pour implorer l'intervention de la Sublime Porte en sa faveur. En août 1719, père et fils retournent en Iméréthie avec un détachement turc qui facilite le dernier retour au pouvoir de Georges VII. Celui-ci ne maintient toutefois pas la stabilité et la guerre féodale continue, tandis qu'Alexandre et un de ses alliés de la famille des Mamoukachvili s'établissent à Akhaltsikhé auprès du pacha ottoman Ishaq Djaqeli vers la fin de 1719. Le 22 février 1720, Georges VII est assassiné durant un complot organisé par la famille Abachidzé et Alexandre retourne immédiatement en Karthli pour prendre refuge auprès de Vakhtang VI (lui-même de retour au pouvoir depuis 1719), tandis que le trône imère est usurpé de nouveau par Georges IV de Gourie.
Afin de remettre l'ordre dans les affaires régionales, le gouvernement ottoman décide de soutenir le jeune Alexandre contre la puissance du clan des Abachidzé. Ishaq Djaqeli envoie au palais royal de Gori le bey de Şavşat pour demander à Vakhtang VI non seulement le retour d'Alexandre mais aussi son soutien militaire. Bientôt, Alexandre, accompagné de nombreux présents et d'un cortège militaire sous la protection du général Vakhoucht Bagration, débarque à Akhaltsikhé en juin 1720.

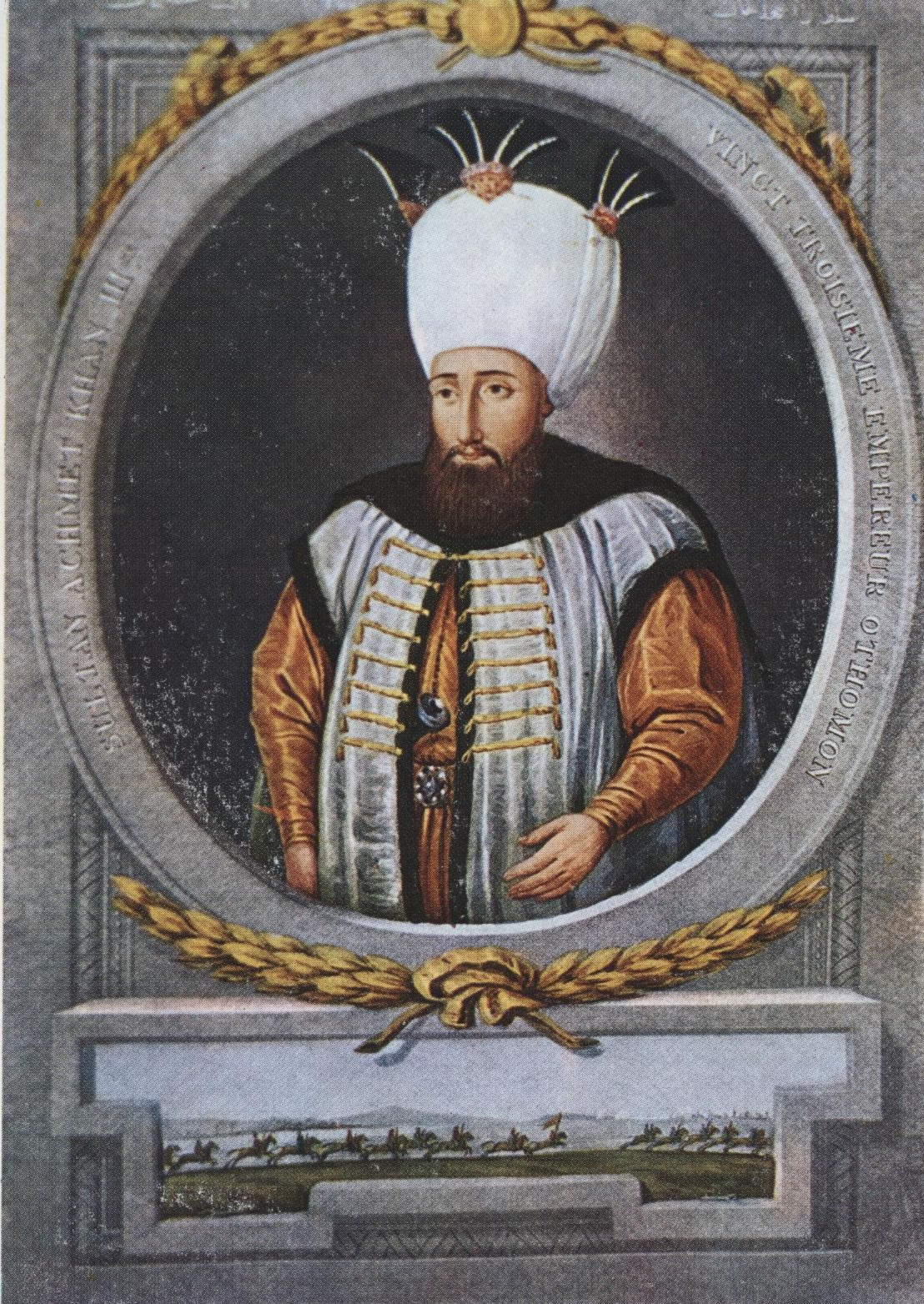
Le sultan Ahmed III.

Les Ottomans et les Karthliens lancent une double invasion de l'Iméréthie après le feu vert du sultan Ahmed III. Vakhtang VI capture rapidement Kharagaouli et force Zourab Abachidzé à se replier vers l'ouest, où il est rejoint par les troupes de Béjan Dadiani de Mingrélie. Le duc Chochita III de Ratcha offre son allégeance à Alexandre et lui livre la citadelle de Katskhi, dont les trésors sont offerts à Ishaq Djakeli. Chochita III et Alexandre assiègent ensuite Tsoutskhvati, une des forteresses des Abachidzé, qui tombe quand des renforcements ottomans font exploser des mines creusées sous les murs de la citadelle. Des janissaires sont installés à Tsoutskhvati, tandis que les Ottomans poursuivent Bejan Dadiani et Zourab Abachidzé en Letchkhoumi. Cette province est rapidement ravagée par les Turcs, qui retournent par la suite à Koutaïssi, la capitale de l'Iméréthie.
En 1721, un accord entre Dadiani et Djaqeli met un terme à la guerre : la Mingrélie se proclame vassal des Ottomans et jure de payer un tribut annuel de douze bourses d'argent, tandis que les Turcs font décapiter Otia Tchkheïdzé, un proche allié de Chochita de Ratcha et ennemi de Béjan Dadiani. Le jeune prince, âgé de 16 ans, est couronné par Ishaq Djaqeli, qui nomme Bejan Dadiani comme son régent avant de retourner à Akhaltsikhé. Le couronnement d'Alexandre V marque la fin de la large période d'instabilité en Iméréthie, qui avait vu 26 renversements violents du gouvernement royal depuis 1660.

### Premier règne

#### Roi sans pouvoir
Devenu roi, Alexandre V devient officiellement souverain de toute la Géorgie occidentale. Toutefois, son pouvoir réel est très limité : la Gourie reste dans les mains de Georges IV Gourieli, assassin de son père, les marches septentrionales du royaume, ses côtes maritimes et la capitale Koutaïssi sont sous occupation ottomane, l'Abkhazie (sous influence mingrélienne) est elle-même divisée entre différents princes et tribus montagnardes, tandis que l'eristavat de Ratcha refuse de reconnaître la légitimité du jeune roi. Alexandre V ne contrôle que les faibles domaines royaux, mais son gouvernement est entièrement sous le contrôle de Béjan Dadiani, le puissant prince de Mingrélie.
En 1721, afin de confirmer la puissance de Béjan, le roi Alexandre épouse sa fille Mariam Dadiani lors de noces organisées par le pacha Ichaq Djaqeli et financées par Bejan, une indication de la pauvreté du gouvernement central. De facto, Bejan Dadiani est le gouverneur de la Géorgie occidentale et joue une politique à double tranche avec les Ottomans, officiellement les reconnaissant comme suzerains de la région et secrètement soutenant les factions anti-turques au sein du royaume. Il tente à plusieurs reprises de faire assassiner Alexandre V, mais échoue, soit à cause des interventions de la reine Mariam, soit à cause de la dévotion des servants royaux.
La faiblesse d'Alexandre V est utilisée comme excuse par Tamar Gourieli, la reine douairière veuve de Georges VII, et l'évêque Gabriel de Tchqondidi pour se rendre auprès de Köprülü Abdullah Pacha, pacha d'Erzurum, et accuser Bejan d'avoir enrichi Djaqeli en échange de l'installation d'un « roi-esclave » sur le trône imère. Cette accusation force une audience devant le Köprülü Abdullah Pacha entre les deux Géorgiens et Ichaq Djaqeli, mais Alexandre V envoie une lettre au pacha justifiant sa légitimité et demandant l'arrestation de Tamar Gourieli et de l'évêque Gabriel, une requête acceptée par le pacha. Alexandre fait emprisonner Tamar dans la forteresse de Dekhviri et Gabriel est défroqué. Gabriel n'est pas le seul ecclésiastique avec qui Alexandre V entre en conflit. En 1725, l'évêque Guedevan de Guelati (frère de Chochita III de Ratcha) capture la citadelle de Djvaristsikhé et se proclame révolté contre le gouvernement central. Alexandre et Bejan assiègent ensemble la forteresse, qui tombe quand les murs s'effondrent à la suite du minage des assiégeurs.

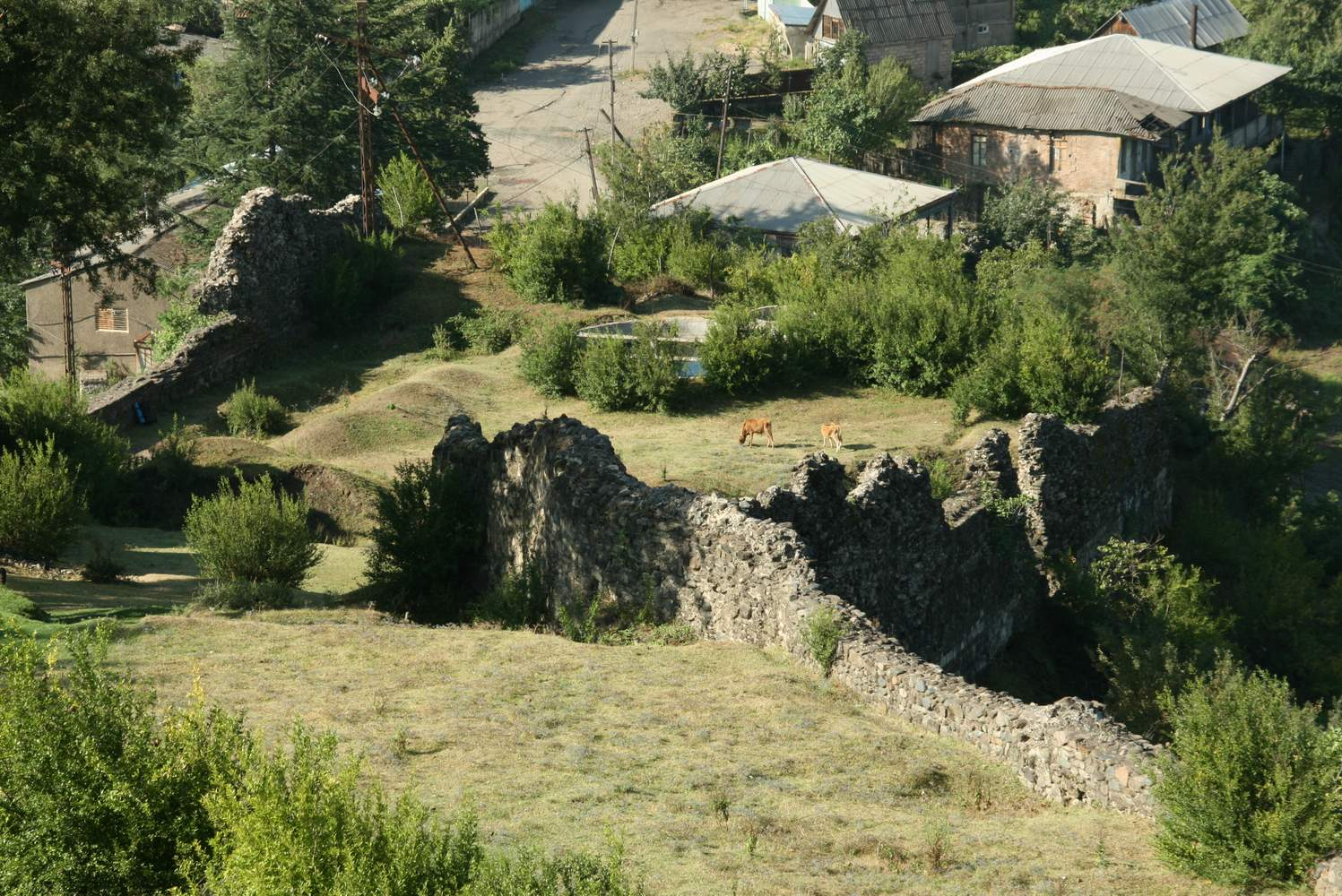
Ruines de la citadelle de Chorapani.

L'ascension d'Alexandre V signale la chute ultime de Georges Abachidzé, le puissant noble qui a contrôlé depuis les années 1690 la politique interne de l'Iméréthie et qui se réfugie en Karthli pour vivre auprès de la cour de Vakhtang VI jusqu'à sa mort en 1722. Le clan des Abachidzé continue néanmoins sa politique farouchement anti-royale et lance des raids militaires avec le duc Chochita de Ratcha. En 1726, Levan Abachidzé, fils de Georges, conquiert la citadelle de Chorapani mais celle-ci est rapidement reprise par les forces de Bejan, qui confisque ses trésors et la lègue à Zourab Abachidzé, un cadet de la famille princière loyal au pouvoir royal. En juillet 1724, Alexandre V, en déplacement à Skanda, est attaqué brièvement par Chochita III, ce dernier détruisant le village mais épargnant la forteresse où le roi se fortifie. En représailles, Alexandre mène ses troupes contre le Ratcha et ravage les fiefs du Satsouloukidzo, la ville de Seva et les forteresses du sud du duché, avant de retourner à Koutaïssi avec un riche butin.
La puissance de Bejan Dadiani devient rapidement un problème pour le gouvernement ottoman, qui s'oppose à la centralisation de la Géorgie occidentale dans les mains d'un seul prince. Youssouf bin Ichaq Djaqeli, fils du pacha de Tchildir, organise une campagne militaire en Abkhazie pour forcer la soumission de Rostom Chervachidzé en août 1728. Quand Bejan s'accorde à la paix avec Chochita III en lui offrant sa fille en mariage, Youssouf et Alexandre V se rencontrent dans le palais des Iachvili à Gegouti (toujours en août 1728) et convoquent Bejan, qui vient avec son fils Otia Dadiani. Dans le palais, Bejan est décapité par un soldat ottoman et sa garde mingrélienne est massacrée, tandis qu'Otia est proclamé prince de Mingrélie, soumis au roi Alexandre V. Chochita est de même convoqué à Guegouti et forcé de prêter allégeance au roi.

#### Guerre féodale
Malgré la chute de Georges Abachidzé, l'assassinat de Bejan Dadiani, la soumission forcée du duché de Ratcha et le support de Constantinople et du royaume de Karthli voisin, Alexandre V reste considérablement faible et est obligé de s'appuyer sur ses alliés dans la grande noblesse géorgienne pour maintenir son pouvoir. Il forme une alliance avec le nouveau prince de Gourie, Mamia IV, à qui il marie sa fille Rodam en 1732, augmente les pouvoirs des familles Tsereteli et Aguiachvili et retranche de ses domaines royaux le duché de Bari, qu'il offre au frère de Chochita III Guedevan afin d'affaiblir le duc de Ratcha.

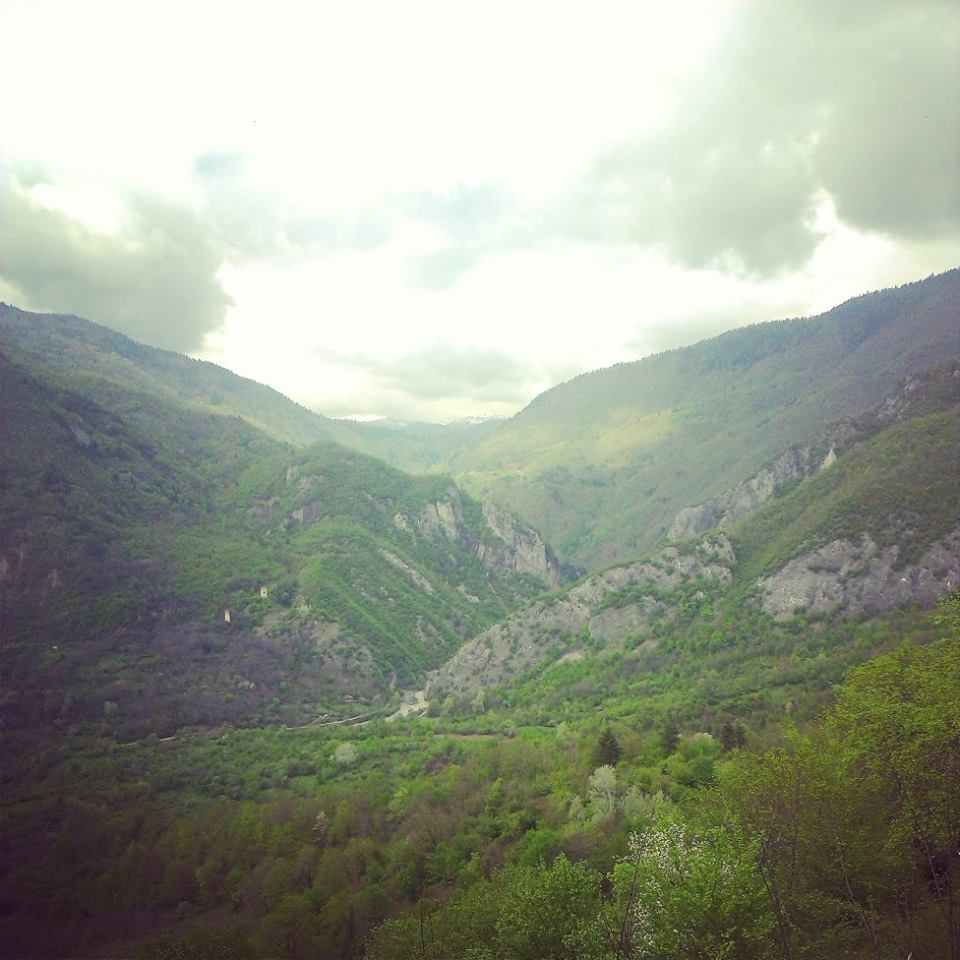
Vallée de Sadmeli, lieu d'une bataille entre Alexandre V et Chochita III en 1730.

En 1730, Alexandre fait face à une nouvelle rébellion de Chochita, qui capture temporairement Chorapani. Dans un nouveau signe de faiblesse, le roi est obligé d'abandonner son siège de la citadelle quand Zourab Abachidzé débarque avec des renforts ottomans, ces derniers conquérant la ville et y installant une garnison permanente. Chochita assiège en 1731 Sadmeli, un village traditionnellement au sein du Ratcha mais offert en apanage à la famille des Iachvili par les rois d'Iméréthie, et prend en otage Levan Abachidzé, qui commande alors les forces royales. Otia Dadiani, malgré son serment de 1728, rejoint la révolte et emprisonne le général imère dans ses domaines, en réponse à quoi le roi Alexandre assemble ses troupes, traverse le Rioni et massacre les Ratchiens lors de la bataille nocturne de Sadmeli. Ce n'est toutefois qu'en échange de nombreux prisonniers du Sabachidzo, vendus plus tard en esclavage, que Levan Abachidzé est relâché.
Chochita III meurt peu de temps plus tard en 1731 et est remplacé par son fils Grigol Tchkhetidzé. Sous les conseils de Katso Dadiani, un frère cadet du prince de Mingrélie en rébellion contre Otia, Alexandre V épouse en 1732 Tamar Abachidzé, fille de Levan. Les alliances en Géorgie occidentale sont ainsi entièrement bouleversées : l'alliance Iméréthie-Mingrélie contre l'alliance Sabachidzo-Ratcha de 1720 devient en 1732 l'Iméréthie-Sabachidzo contre la Mingrélie-Ratcha. Le 23 décembre 1732, la crise interne atteint un nouveau sommet quand les rebelles rallient à leur cause le frère du roi Alexandre, le prince Mamouka Bagration, une union confirmée par son mariage à Daredjan Dadiani, sœur d'Otia,.
Immédiatement après le mariage, Mamouka, Otia Dadiani, Grigol de Ratcha, ainsi qu'un contingent d'Argvétie, envahissent l'Iméréthie et établissent un camp à Guégouti, d'où ils lancent de nombreux raids vers Koutaïssi. Alexandre V se fortifie dans la capitale avec Levan Abachidzé et le duc Guedevan de Bari, les forces des Tsouloukidzé protégeant ses remparts. Ce n'est que la menace d'une invasion ottomane qui force les rebelles à prendre la fuite.

#### Vers Azov
En 1733, la Sublime Porte avance son projet d'annexion du littoral de la Géorgie occidentale en nommant un gouverneur ottoman à Poti, une ville portuaire stratégiquement localisée au tripoint entre l'Iméréthie, la Mingrélie et la Gourie. En préparation à la Guerre austro-russo-turque de 1735-1739 et aux tensions diplomatiques entre Constantinople et Moscou au début des années 1730, le gouvernement ottoman tente de sécuriser sa puissance sur la mer Noire en s'engageant dans une campagne pour soumettre les tribus violentes vivant entre l'Abkhazie et la ville d'Azov aux frontières russes. Dans cette campagne, les Turcs font appel aux renforts d'Alexandre V et d'Otia Dadiani, mais ce dernier refuse. Le roi d'Iméréthie accepte, espérant qu'un tel soutien sera remercié par une aide ottomane contre les puissants nobles géorgiens. Malgré leurs différends, Otia de Mingrélie envoie un communiqué à Alexandre V pour l'avertir des dangers de laisser les Ottomans annexer les côtes de la mer Noire, un avertissement ignoré par le roi.
Alexandre V et les Ottomans ravagent d'abord la Mingrélie pour punir le refus de participation d'Otia et brûlent l'église Saint-Georges d'Ilori, dont les fresques médiévales sont détruites. Ils avancent par la suite sur l'Abkhazie, dont la population est forcée de se réfugier dans les montagnes du Caucase pour éviter les ravages des Ottomans. Le prince local, de la dynastie des Chervachidzé, est rapidement vaincu et est obligé de se convertir à l'islam, devenant Hamid Bey. Des milliers de civils sont vendus à l'esclavage par les envahisseurs. Ensemble, le pacha ottoman et Alexandre V traversent le Kodori. Atteignant les frontières de la Djikétie et réalisant les problèmes liés à son long départ et à sa participation dans une campagne militaire ottomane contre ses propres vassaux, Alexandre refuse de continuer sur la route d'Azov.

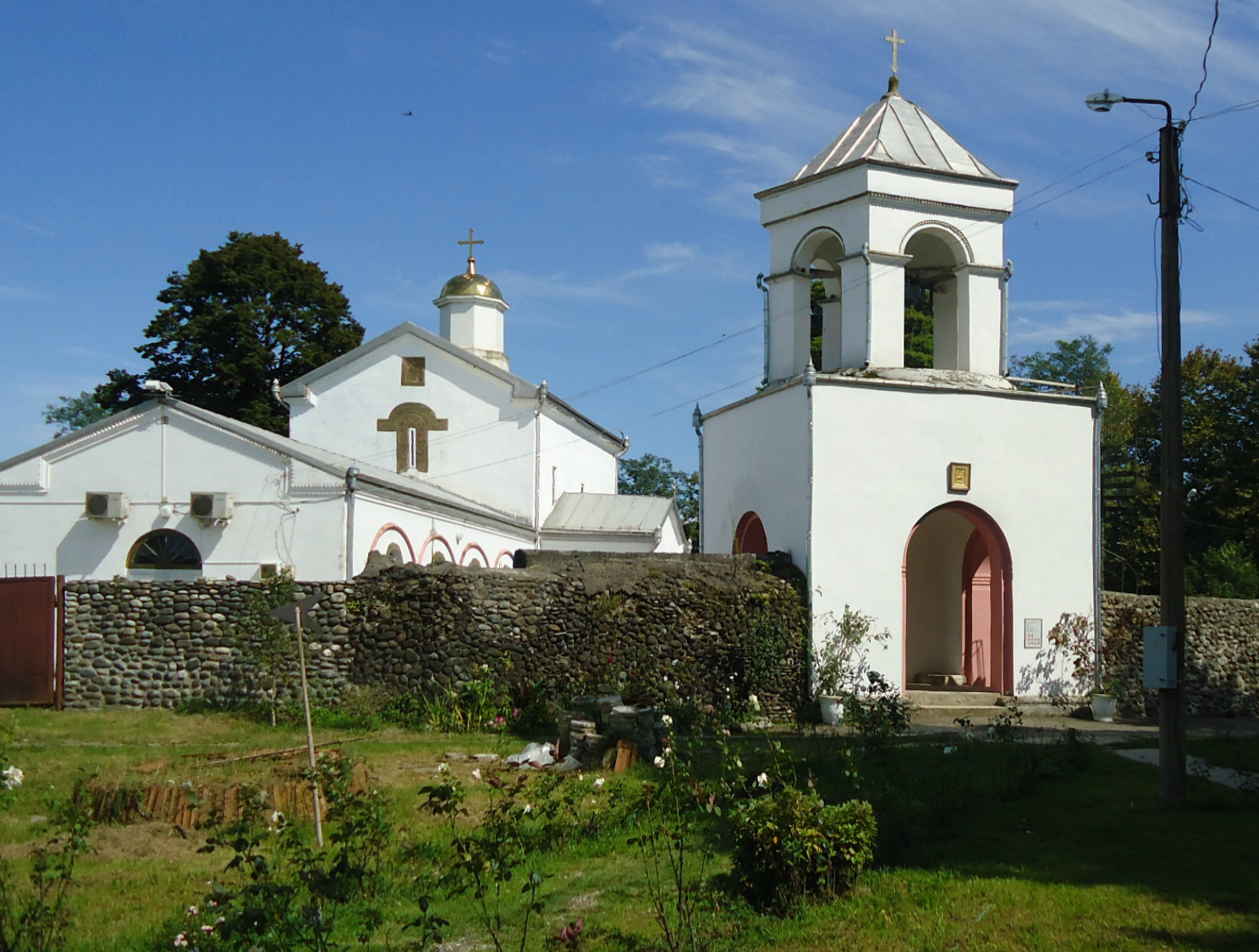
Église Saint-Georges d'Ilori.

Durant la nuit, Alexandre V et les troupes imères désertent la campagne des Ottomans, laissant derrière eux leurs butins. Ils atteignent l'Engouri en deux jours de marche avant de devoir affronter les Ottomans et Abkhazes. Durant la bataille, le roi et ses conseillers militaires se jettent dans la rivière, tandis que de nombreux soldats imères sont capturés par les Turcs et vendus comme esclaves. Arrivés en Mingrélie, les réfugiés doivent faire face aux milices d'Otia Dadiani qui tuent de nombreux soldats. Fortifié dans une citadelle appartenant à Katso Dadiani, ce n'est qu'en offrant des otages à Otia que le roi obtient un passage sûr vers la capitale. Quant aux Ottomans, ils cessent leur campagne vers Azov dès le départ d'Alexandre.

#### Bataille de Tchikhori
Les tensions au sein du royaume s'aggravent après la campagne d'Azov. Zourab Abachidzé rejoint bientôt les nobles opposés à la Couronne et en 1734, Mamouka Bagration se révolte à nouveau, soutenu par Otia Dadiani, Grigol de Ratcha et Zourab Abachidzé. Les rebelles rassemblent de nombreuses troupes et avancent contre le roi, ce dernier suivi par Mamia IV de Gouri, Levan Abachidzé, Katso Dadiani, Guedevan de Bari, Merab Tsouloukidzé et plusieurs petits nobles imères.
Les deux côtés s'affrontent en hiver 1734 à Tchikhori. Durant la bataille, sur un champ enneigé, Otia Dadiani est gravement blessé et capturé par la garde royale et Katso Dadiani est tué. Les forces d'Alexandre V sont menés par le prince royal David Bagration, son fils aîné encore dans son adolescence. Le roi sort victorieux, malgré de nombreux morts des deux côtés, et ordonne la poursuite de ceux qui prennent la fuite, capturant des centaines de Ratchiens, Mingréliens et Letchkhoumiens pour les vendre comme esclaves aux Ottomans. En tout, 1 700 prisonniers rebelles sont amenés à Koutaïssi. Alexandre tente de convaincre les Ottomans de la nature anti-turque de cette révolte.
À la suite de la bataille de Tchikhori, le roi s'active à manœuvrer pour empêcher un regroupement des forces rebelles. Il fait appel à l'aide d'Ichaq Djaqeli en lui offrant des présents et celui-ci envoie le général turc Mahmad Beg pour renforcer les positions royales à Satchkhéré. De Karthli, elle-même sous occupation turque, le sanjak-bey Guivi Amilakhvari débarque au nord du royaume pour renforcer les Ottomans. Grâce à ce renforcement, Alexandre V conquiert les comtés de Satchilao et Samikelao puis offre sa sœur Tamar en mariage à Mahmad Beg, des noces célébrées en grande pompe à Satchkhéré. Néanmoins, l'attitude du gouvernement ottoman change rapidement, celui-ci choisissant une politique de divide et impera en Géorgie occidentale : Mamouka Bagration est offert les deux provinces[pas clair] de Satchilao et Samikelao, et Otia Dadiani, guéri à la cour d'Alexandre V de ses blessures de guerre et en otage depuis la bataille de Tchikhori, est relâché sans accéder à la principale demande d'Alexandre, soit le transfert de la Letchkoumi aux domaines royaux.
Le départ des Karthliens et des Turcs autorise ainsi le regroupement des nobles puissants. Plus tard en 1734, Mamouka Bagration assiège le seigneur Bejan Tchidjavadzé, capture la citadelle de Sebeka et annexe la totalité du Satchidjavadzo. En 1735, le prince Papouna Tsereteli, un ancien allié royal vexé par la paix entre Alexandre V et Zourab Abachidzé, se révolte à son tour, forçant le roi à ravager le Satseretelo, sans pour autant capturer la forteresse de Modamnakhé, résidence du prince. Toujours en 1735, Alexandre envoie son nouveau-né Salomon auprès d'une famille de petits nobles dans le village de Mamatsminda en Meskhétie pour le protéger des violences du royaume.

#### Politique internationale

##### Allié de Karthli, vassal de Constantinople

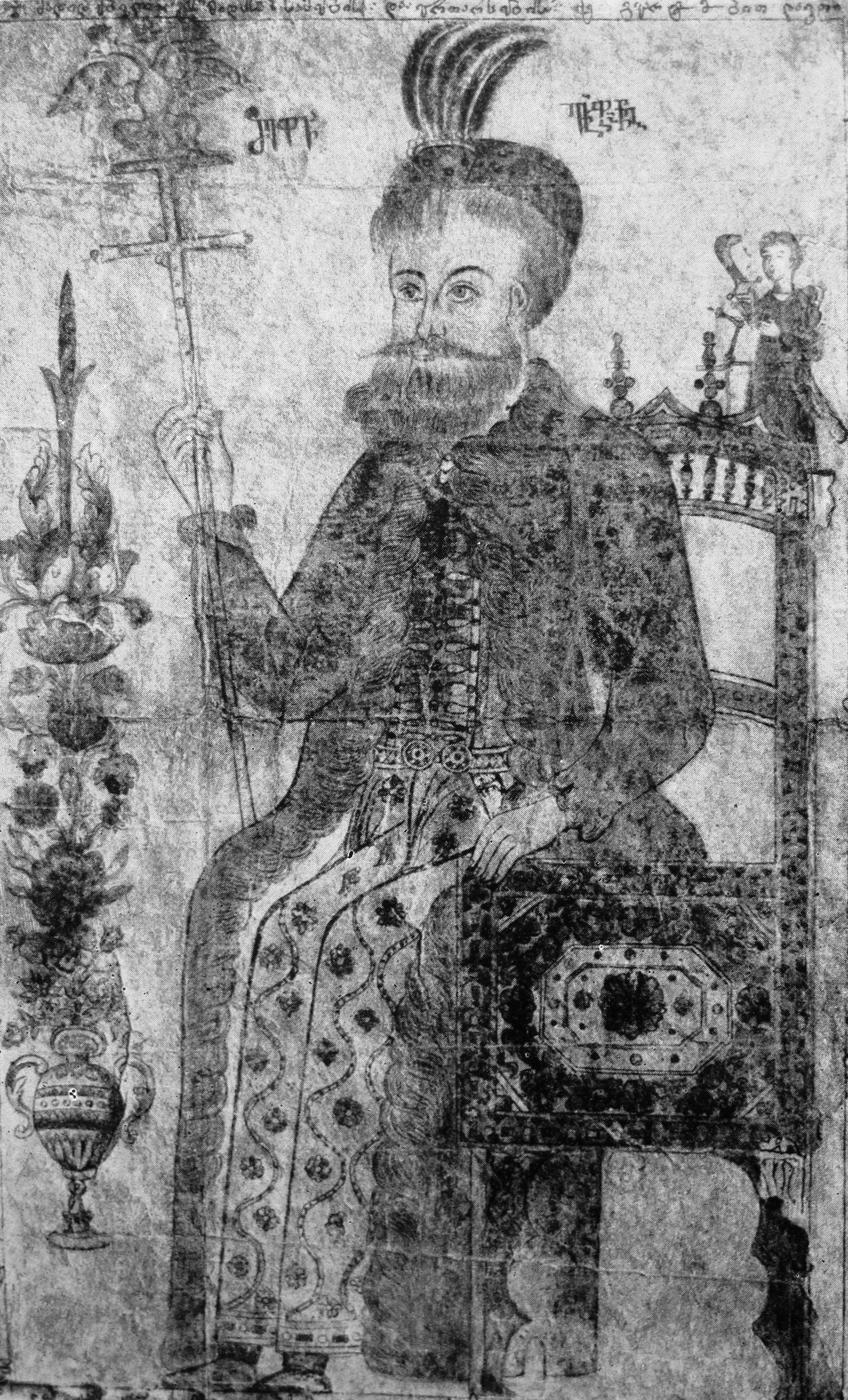
Vakhtang VI de Karthli soutient Alexandre V jusqu'en 1724.

Depuis son accession au trône, Alexandre V est soutenu financièrement et militairement par le royaume voisin de Karthli, dont le monarque Vakhtang VI considère sa mission d'unifier les États géorgiens comme étant la continuation de sa politique de renaissance socio-économique. L'Iméréthie contribue de même à renforcer les campagnes militaires du roi de Karthli : en août-novembre 1722, c'est avec des troupes imères que Vakhtang VI et le prince Bakar Bagration envahissent Gandja en vain afin d'ouvrir une route pour l'empereur russe Pierre le Grand vers la Transcaucasie. En janvier 1723, Alexandre V envoie un contingent sous le général Simon Abachidzé pour défendre Tiflis contre Constantin II de Kakhétie lors d'une campagne militaire organisée par le renégat persan Tahmasp al-Safawi pour renverser le roi de Karthli. Cette défense s'avère ineffective quand le 8 mai 1723, Tiflis tombe et le bataillon imère (dont Simon Abachidzé) est massacré par les Lezghiens, forçant Vakhtang VI à envoyer sa femme Roussoudan se refugier auprès d'Alexandre. Après un an de guérilla et à la suite de la signature du traité de Constantinople de 1724, l'empire russe reconnaît la dominance ottomane sur la Transcaucasie, Vakhtang VI s'exile en Russie et Alexandre V se retrouve isolé.
Depuis le XVIe siècle, le royaume d'Iméréthie est sous la tutelle ottomane, dont le contrôle monopolistique de l'économie locale, la dépopulation de la région via l'esclavagisme et les encouragements aux conflits civils entre nobles ont sérieusement affaibli le pouvoir royal. L'ascension d'Alexandre V avec l'aide directe de l'eyalet de Tchildir est utilisée par les Ottomans comme opportunité pour appesantir leur main de fer sur la Géorgie occidentale. En 1722, les Turcs rajoutent 500 janissaires et de l'artillerie lourde dans la capitale Koutaïssi. En 1723, une forteresse est construite à Sokhoumi et renforcée par 100 janissaires et 60 fusils, puis à Poti, où 200 soldats d'élite sont installés. Deux forteresses turques sont construites en 1724 en Mingrélie, celle de Roukhi est détruite et ses ruines sont utilisées pour construire la citadelle d'Anaklia. Entre 1725 et 1733, les Ottomans installent des bases militaires à Chorapani, Tsoutskhvati, Baghdati, Tsikhisdziri, Sepi, Grigoleti et Guegouti,,,. En 1733, la nomination d'un pacha à Poti officialise l'annexion du littoral de la mer Noire par Constantinople, isolant l'Iméréthie de tout commerce extérieur.
Il faut noter que les garnisons ottomanes stationnées en Iméréthie sont principalement composées de Géorgiens musulmans venant d'Abkhazie et d'Adjarie. Cette stratégie est utilisée pour enlever les semblants d'occupation étrangère et en effet, ces soldats développent de nombreux liens commerciaux et familiaux avec les populations locales. Toutefois, Constantinople ne parvient jamais à annexer entièrement la région et à abolir l'indépendance de jure de l'Iméréthie pour plusieurs raisons. D'une part, les Ottomans prédisent une large opposition armée par la noblesse et population chrétienne contre une possible annexion par un empire musulman, une guerre sur laquelle les Turcs ne veulent pas dépenser leurs ressources, particulièrement sous les règnes d'Ahmed III et Mahmoud Ier, qui se focalisent sur la pacification de la péninsule balkanique. D'une autre part, le pacha Ichaq Djaqeli de Tchildir préfère un chaos dans sa périphérie afin de ne pas être envoyé sur le front africain. Cela n'empêche toutefois pas les autorités turques d'encourager les divisions nobiliaires et, secrètement, de soutenir certaines rébellions afin de diminuer le pouvoir d'Alexandre V.
Alexandre V se retrouve non seulement à la merci des Ottomans, mais aussi des menaces orientales. En juillet 1731, des nomades lezghiens pénètrent en Iméréthie après une campagne pour ravager la Karthli et la Djavakhétie et détruisent Kharagaouli et Nounissi. En 1735, Nader Khan Qirqlu Afchar envoie un émissaire demander la soumission formelle de Koutaïssi à la Perse, une requête ignorée par le roi, qui utilise cette menace comme excuse pour réclamer des fonds aux Turcs pour la fortification des citadelles imères.

##### Ouvertures vers la Russie

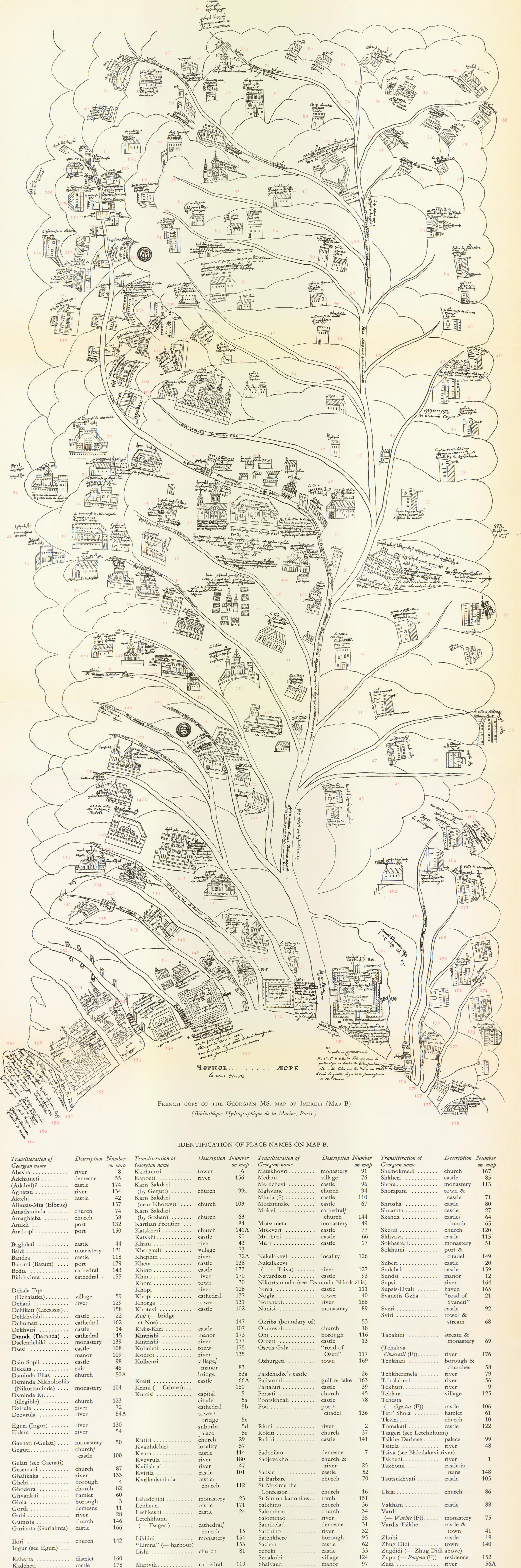
Carte du royaume d'Iméréthie présentée au gouvernement russe par Timothé Gabachvili en 1738.

Sous l'influence de Vakhtang VI, le roi Alexandre tente d'établir des relations diplomatiques avec la Russie impériale pour trouver une alternative aux Turcs musulmans. Il envoie une première ambassade en Russie en 1722 mais celle-ci reste sans résultat,. L'archimandrite Nicolas est envoyé en 1732 auprès de la nouvelle impératrice Anne de Russie, mais celui-ci perd la réponse du gouvernement russe sur son chemin. La guerre austro-russo-turque de 1735-1739, la capture d'Azov par les Russes le 16 juin 1736 et la recherche par Saint-Pétersbourg d'un accès sur la Mer Noire donne de nouveaux espoirs à Alexandre V, qui envoie en septembre 1737 l'évêque Timothé Gabachvili de Koutaïssi en Russie avec une ambassade de 35 hommes, accompagnés par le duc Chanché de Ksani, un prince de Karthli qui quitte son pays à la suite de l'établissement de la domination persane en Géorgie orientale. Gabachvili arrive à Saint-Pétersbourg avec une lettre du roi décrivant les activités turques en Iméréthie, soulignant l'orthodoxie du monarque et jurant allégeance à la Russie, ainsi qu'une carte détaillée de la Géorgie occidentale montrant les routes terrestres et maritimes stratégiques de la région.
La mission de l'ambassade de Gabachvili est de sécuriser une invasion russe de la Transcaucasie occidentale pour mettre fin à la domination ottomane. Le roi demande une armée de 20 000 soldats russes pour compléter ses forces de 22 000 hommes, avec lesquels Russes et Géorgiens pourront lancer une invasion sur l'Anatolie. Alexandre propose aussi de lancer une mission jointe sur la Mer Noire et offre de transférer à la Russie les forteresses côtières sous occupation turque. Gabachvili est reçu par l'impératrice Anne en juillet 1738 avant d'être assigné résidence à Moscou. Secrètement, le gouvernement russe décide de refuser la demande d'aide d'Alexandre V par peur d'ouvrir un nouveau front contre les Turcs, mais préfère ne pas en faire part à Gabachvili afin de préserver une possibilité d'alliance future. La signature de la Convention de Nyssa entre la Russie et l'empire ottoman le 3 octobre 1739 confirme ce refus et Gabachvili quitte Moscou en décembre.

#### AlexandreVcomme roi autoritaire
Isolé, Alexandre V devient agressif et autoritaire. En 1738, il ordonne au seigneur Iachvili de capturer la citadelle de Kvara des mains de Grigol de Ratcha, enclenchant une nouvelle guerre contre le duc. Après une capture éphémère de la ville, Iachvili est expulsé par Grigol, qui détruit entièrement Kvara et repousse une armée royale envoyée pour le déloger. La même année, il assiège le gouverneur de la citadelle de Kharagaouli qu'il accuse de conspirer avec Zourab Abachidzé et ordonne sa mutilation, lui coupant les pieds et les mains et l'aveuglant. En 1739, le duc de Ratcha épouse la nièce de Zourab Abachidzé et les deux, en alliance avec Otia Dadiani, marchent sur Koutaïssi. Alexandre V fait appel à l'aide de Chanché de Ksani, le puissant duc karthlien, qui lui envoie 500 mercenaires lezghiens et une petite force ksanienne. Le roi mène personnellement son armée contre les rebelles, capture et brûle de nombreuses forteresses ennemies et amasse de nombreux butins. Arrivé en Mingrélie et sous les conseils de Levan Abachidzé, Alexandre renvoie les Lezghiens chez eux, par crainte d'une opposition populaire massive à l'utilisation de mercenaires étrangers contre des Géorgiens, en leur interdisant de prendre des otages et en leur payant avec ses butins. Le départ des Lezghiens oblige le souverain à mettre fin à sa campagne.
En septembre 1740, le roi invite Zourab Abachidzé et Papouna Tsereteli à des pourparlers au palais royal de Vartsikhé. Zourab envoie son fils David à sa place. David et Papouna sont assassinés au palais et Alexandre marche sur la forteresse de Modamnakhé (centre du Satseretelo) mais est vaincu par la veuve et le fils de Papouna. Par la suite, le roi envoie son frère cadet Georges Bagration et Levan Abachidzé en Karthli dans une opération spéciale pour capturer Vakhoucht Abachidzé, le frère de Zourab. La résidence de Vakhoucht à Tedzeri est brûlée par les Imères et ce dernier est emprisonné à Navaradzétie : Alexandre V lui réclame 500 bourses d'argent et ses domaines en gage de liberté, une demande refusée par la famille Abachidzé. Le 27 novembre 1740, le catholicos géorgien Domentios IV, retournant de Constantinople, rencontre Alexandre V pour négocier la libération de Vakhoucht mais échoue, à la suite de quoi il envoie des présents à Yousouf III Djaqeli pour obtenir une pression ottomane sur le roi, une pression à laquelle Alexandre refuse de répondre. Le monarque se rend directement à Akhaltsikhé pour réclamer Anouka Bagration, héritière de la puissante famille exilée des Bagrations de Karthli et épouse de Vakhoucht Abachidzé réfugiée auprès de la cour ottomane, mais les négociations sont en vain, envenimant les tensions entre le roi et son suzerain,.

#### Renversement
En 1740, Otia Dadiani rassemble Zourab Abachidzé, Grigol de Ratcha et les Abkhazes pour envahir l'Iméréthie. Durant cette attaque, Alexandre ne pose presque aucune résistance tandis que les rebelles ravagent la totalité des domaines royaux. Le roi et sa reine s'échappent à la dernière minute quand le palais royal de Vartsikhé est brûlé et le village voisin détruit. Au printemps, les Ottomans lancent leur propre invasion de l'Iméréthie sous le commandement d'un certain Phiriaghichvili, bey de Djavakhétie. Les forces abkhazo-mingréliennes capturent la province de Vaké aux alentours de Koutaïssi, tandis que les Turcs avancent depuis le sud. Se retrouvant sans défense, Alexandre V fait appel une nouvelle fois à Chanché de Ksani, qui débarque avec une troupe de Lezghiens et parvient à tailler une route vers la Mingrélie, que le roi utilise pour y lancer des raids et faire de nombreux otages.
Ce rare succès n'est toutefois pas suffisant. En 1741, Alexandre et sa famille prennent refuge à Kharagaouli, non loin de la frontière karthlienne. De là, il avance avec cent soldats vers Sourami, une ville frontalière, d'où il envoie un communiqué urgent au gouverneur karthlien Guivi Amilakhvari, lui demandant d'ouvrir un passage sûr pour lui et sa famille. La reine Tamar et les enfants royaux sont les premiers à rejoindre la Karthli, tandis qu'Alexandre tente un dernier assaut depuis Tchkheri, dans les forêts de Kharagaouli, avec son frère Mamouka, Levan Abachidzé et Guedevan de Bari et Vakhoucht Abachidzé en otage. Bientôt, le souverain persan Nader Chah envoie un émissaire à Tchkheri pour escorter le roi vers la Karthli. À Koutaïssi, les rebelles couronnent Georges Bagration, frère d'Alexandre V, comme roi d'Iméréthie sous le nom de Georges IX, qui épouse la fille d'Otia Dadiani.
Alexandre s'installe à Tiflis, où, sous les ordres de Nader Chah, il est traité comme un souverain régnant. Il reçoit un large salaire des coffres persans et « vit dans les plaisirs » selon Papouna Orbeliani. Quelque temps après son renversement, il est rejoint par Mamouka, qui continuait une petite guérilla contre le nouveau pouvoir royal avec une bande de 60 hommes.

### Retour au pouvoir

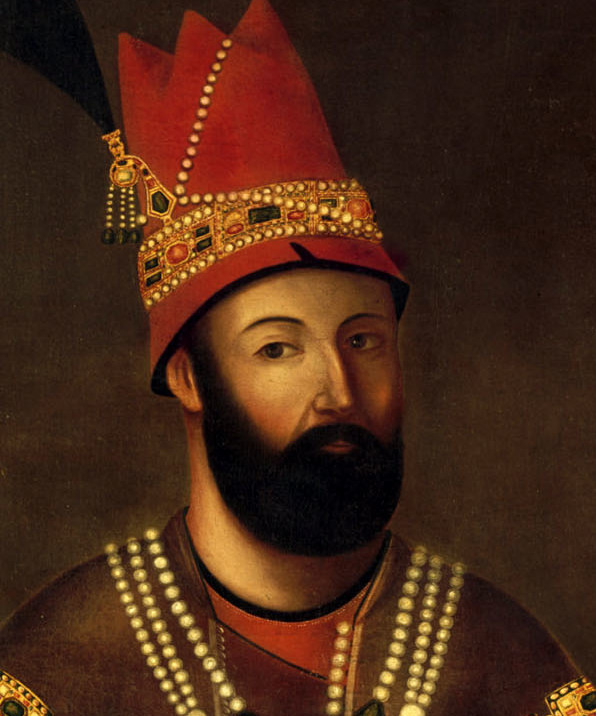
Nader Chah.

En Iméréthie de 1741 à 1742, le demi-frère d'Alexandre, Georges IX, règne sous le joug des Ottomans mais les affaires du royaume sont contrôlées par un triumvirat composé d'Otia Dadiani, Zourab Abachidzé et Grigol de Ratcha. Alexandre vit à Tiflis dans la richesse et fréquente souvent son ami Chanché Kvenipneveli, duc de Ksani. Bientôt, en gage de bonne volonté aux autorités persanes, il libère Vakhoucht Abachidzé, dont la détention est le sujet de problèmes diplomatiques entre Perse et Turquie. Toutefois, son amitié à Chanché se retourne contre lui quand celui-ci se fortifie dans la vallée d'Atsera pour mener une révolte anti-persane, une révolte à laquelle Alexandre prend part éphémèrement. Il est emprisonné lors d'une audience auprès de Nader Chah et est envoyé à Tiflis, à la suite de quoi Mamouka Bagration, Levan Abachidzé et d'autres nobles imères dans sa suite repartent en Iméréthie. Ce n'est qu'à la suite d'une rencontre entre le chah et le duc de Vaké à Derbent qu'Alexandre est finalement libéré.
Vers la fin de 1741, Nader Chah, qui se prépare pour la guerre turco-persane de 1743-1746, se positionne vers la Transcaucasie occidentale. Il envoie une ambassade auprès du pacha Youssouf III pour réclamer la restauration d'Alexandre sur le trône imère, sur menace d'intervention militaire. La lettre du chah dit : « C'est mon suppliant, rendez-lui ses États. Tous les honneurs que vous lui accorderez, je les regarderai comme se rapportant à ma personne ». La réclamation est rapidement acceptée par Constantinople et Alexandre rejoint Akhaltsikhé sous la protection du gouverneur de Qazax. Arrivé aux portes de la ville ottomane, il est accueilli par la cour du pacha qui le mène au château de Rabati, où Youssouf III lui offre une pélisse de zibeline. En automne 1742, les Ottomans lancent une invasion de l'Iméréthie et Georges IX est obligé de s'exiler en Mingrélie. Alexandre V est retourné sur le trône de Koutaïssi et les Ottomans partent après la signature d'un accord entre le roi, Dadiani, Zourab Abachidzé et Grigol de Ratcha obligeant une coopération entre les quatre pour la direction du royaume. Cet accord est immédiatement reconnu par la totalité de la noblesse imère.
L'accord entre le roi et le triumvirat tombe en 1743, partiellement sous l'influence de Tamar Gourieli, belle-mère d'Alexandre V et mère de Georges IX. Celle-ci a gagné une large suite à travers la Géorgie occidentale au fil des années en tant que princesse de Gourie, reine d'Iméréthie et invitée des pachas de Tchildir. Tamar est rapidement arrêtée et décapitée, un sort répété contre Satchino Baratachvili, un conseiller de Georges IX. Alexandre V continue sa campagne de revanche et ravage les domaines des nobles ayant supporté le renégat et plusieurs de ses partisans sont vendus en esclavage, à la suite de quoi Otia Dadiani et Grigol de Ratcha rassemblent leurs troupes et se rencontrent à Guegouti. Le roi est obligé de se retrancher à Koutaïssi et envoie une ambassade d'Akhaltsikhé pour demander l'assistance du pacha. Des renforts ottomans atteignent Baghdati et sont rejoints par Levan Abachidzé et Guedevan de Bari. Ensemble, les troupes lancent une attaque sur les rebelles qui font alors retraite et sont poursuivis par les forces royales. Grigol de Ratcha est tué durant la poursuite et est remplacé par son frère Vakhtang, qui est contraint de reconnaître la suzeraineté d'Alexandre. Le roi force de même Dadiani à la paix, restaurant ainsi l'ordre royal après des années de chaos.
La paix reste toutefois fragile. En 1744, le conseiller royal Levan Abachidzé perd la citadelle de Sveri aux mains de la princesse Matchavariani et une guerre n'est évitée que par l'intervention d'Alexandre, qui force la princesse à restituer la forteresse. Plus tard la même année, Levan assiège son cousin Zaal Abachidzé (le fils de Zourab) à Chrocha et père et fils quittent l'Iméréthie pour la Karthli. En 1745, Alexandre se retourne contre Levan par crainte de sa puissance, entamant un nouveau conflit civil.

### Guerre fratricide
Tandis que les Ottomans soutiennent Alexandre V depuis son retour au pouvoir, ils encouragent parallèlement le prince royal Mamouka à augmenter son influence. Ce dernier étend ses domaines sur les comtés de Samikelao, Satchiladzo et Satchidjavadzo et en 1746, il se proclame roi d'Iméréthie, usurpant le trône de son frère. Les circonstances de cette révolte ne sont pas claires : on sait que Mamouka se considère déjà comme roi au 16 juin 1748, date de sa signature d'un édit royal, mais il est possible qu'Alexandre reste en Iméréthie comme roi opposé à Mamouka durant une certaine période. Selon Papouna Orbeliani, chroniqueur géorgien de la seconde moitié du XVIIIe siècle, Alexandre V est de retour sur son trône dès 1746, ce qui peut indiquer une guerre civile entre deux prétendants à la couronne plutôt qu'un renversement.
Peu de temps après la révolte, Alexandre V se réfugie auprès de son ancien ennemi Otia Dadiani en Mingrélie. De là, il envoie une demande d'aide à Teïmouraz II, roi de Karthli, qui reçoit l'autorisation de Nader Chah pour intervenir dans le conflit. Une armée karthlienne sous la direction du prince Jessé Matchabeli de Haute Karthli et un contingent persan du sultan Souphan Verdi Beg de Qazax pénètrent en Iméréthie en 1748 mais ce support est limité, la Karthli faisant elle-même face à une série de guerres contre les Lezghiens. En Iméréthie, les Ottomans parviennent à bloquer les routes stratégiques du royaume, isolant ainsi les forces karthlo-persanes, dont de nombreux soldats meurent de faim. Des assauts de force réussissent à ouvrir certaines routes mais coûtent la vie de certains commandants. Quand Jessé Matchabeli et Souphan Verdi Beg sont capturés et emmenés en prison à Akhaltsikhé, Vakhtang Abachidzé et le sultan de Bortchalu sont envoyés pour vaincre les Turcs.
Les Ottomans changent leur support et soutiennent une nouvelle fois Alexandre V. Ce soutien autorise la défaite finale de Mamouka et le retour au pouvoir d'Alexandre.

### Fin de règne et mort

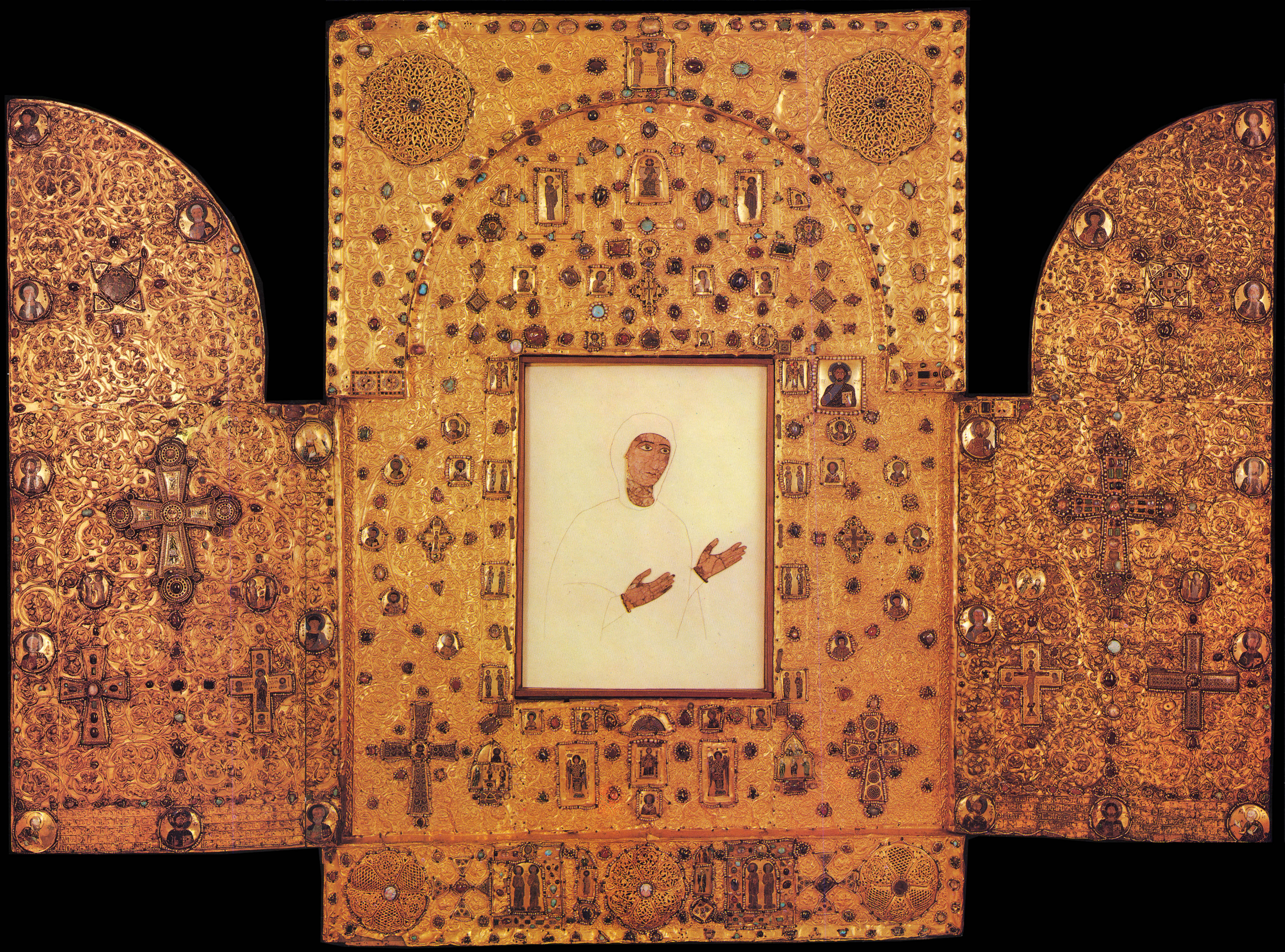
Triptyque de Khakhouli.

Les dernières années du règne d'Alexandre V sont relativement calmes. Se basant sur un édit royal offrant des terres à l'église Saint-Georges de Khoni en 1750, l'historien Otar Patiechvili assume qu'il assure sa succession en faisant de son fils aîné Salomon associé au trône, possiblement dès la mort de son aîné David en 1749. Ce choix est vu comme un affrontement direct contre la domination ottomane, Salomon ayant dirigé pendant plusieurs années le « Détachement de Saint Georges », une milice menant une guérilla secrète contre les Turcs au sud du royaume.
En 1750, il accueille au palais royal l'évêque Saba de Ninotsminda et la princesse Khorechan Bagration, retournant depuis la Mingrélie avec Daredjan Dadiani, nièce d'Otia et destinée à épouser le roi Héraclius II de Kakhétie. À Sourami, Alexandre V organise dans son palais la première rencontre entre Daredjan et Héraclius II. Dans ses dernières années, il signe un accord de paix avec le prince Kaïkhosro Tsereteli, mettant fin au conflit entre les deux familles, sous la médiation du catholicos Bessarion d'Abkhazie.
Au début de 1752, il ordonne le vol des ornements du triptyque de la Vierge de Khakhouli, une icône médiévale. Il tombe malade peu de temps après et meurt durant le carême, en mars 1752, une situation considérée par la population comme une rétribution divine. Le jeune Salomon, âgé de 17 ans, lui succède sur le trône et doit faire face à une situation domestique et internationale complexe.

## Situation socio-économique
Le chaos régnant à travers la Géorgie occidentale avant et durant le règne d'Alexandre V désole l'économie du royaume, une grande contraste à la Géorgie orientale, alors en pleine renaissance culturelle et économique. Le gouvernement royal ne parvient pas à éviter un exode des familles paysannes imères vers la Karthli et le Samtskhé, ouvrant les portes vers la capture des terres agricoles vidées par les Turcs. Les Ottomans imposent de même des tributs de plus en plus imposant, obligeant Alexandre V à instituer de nouveaux impôts sur les princes et petits nobles d'Iméréthie. Ceux-ci recourent à vendre leurs serfs comme esclaves sur le marché ottoman, faisant de Constantinople le maître de l'économie imère. L'interdiction formelle au roi de participer à ce marché d'esclaves ne fait qu'aggraver la situation pour la région, le roi étant obligé de transférer la responsabilité financière des tributs sur ses vassaux. Le commerce des esclaves n'est toutefois pas une réalité nouvelle pour la Géorgie occidentale et a commencé un siècle auparavant sous la protection de la Mingrélie, une situation de plus notable étant donné que Bejan Dadiani tente d’interdire ce commerce durant sa régence mais échoue face à la pression de Zourab Abachidzé et Georges IV de Gourie.
Le règne de 32 ans d'Alexandre V est aujourd'hui considéré comme un retour à une stabilité relative de la Géorgie occidentale, malgré les luttes intestines constantes et ses deux renversements. Le roi échoue néanmoins à renforcer le pouvoir central à cause de sa politique de soudoyer les nobles, les autorités religieuses et les Ottomans en leur offrant des domaines et des forteresses. Outre Koutaïssi et ses environs, les domaines royaux d'Iméréthie disparaissent entièrement à la fin de son règne. Aux alentours de 1752, la population totale d'Iméréthie est estimée à juste 65 000 personnes. Sous les 30 années de règne de son fils Salomon qui suivent, cette population doublera.

## Culture sousAlexandreV

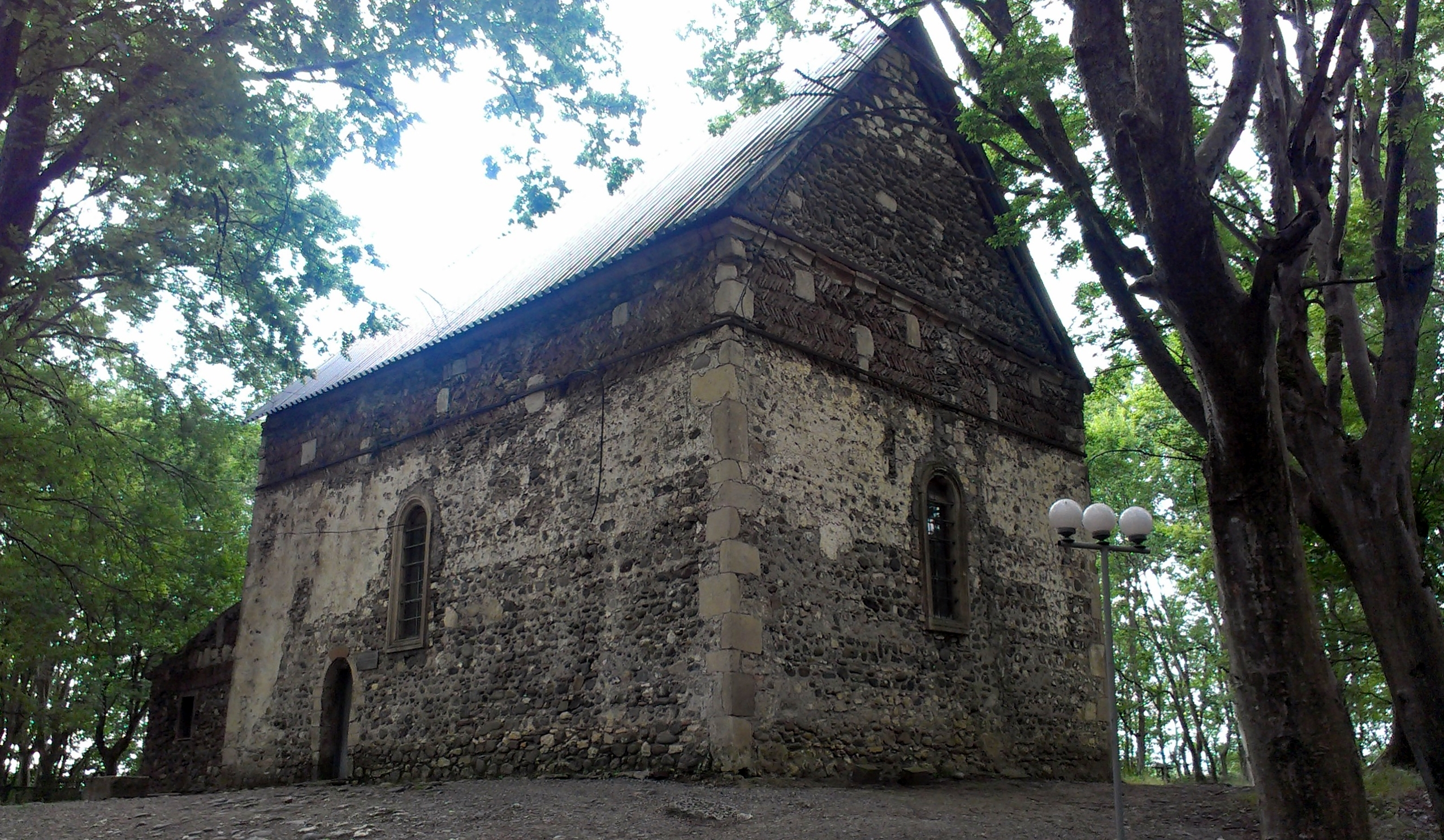
Église de Vartsikhé.

Malgré la domination turque sur la région, Alexandre V reste un protecteur de l'Église orthodoxe d'Abkhazie, la branche occidentale de l'Église géorgienne, tout comme ses prédécesseurs et contrairement à de nombreux souverains de Géorgie orientale qui adoptent l'islam sous pression persane. Tandis que l'influence du roi est géographiquement limitée aux domaines royaux, l'Église préserve de facto l'unité de la Géorgie occidentale, un fait démontré dans le financement par Alexandre V de la reconstruction de la cathédrale de Bitchvinta en Abkhazie sous la pression du catholicos Grigol II. Il fait de même reconstruire à deux reprises (1726 et 1737) l'église Saint-Georges de Tchkhari, la chapelle Saint-André de Guelati en commémoration du décès de la reine Mariam en 1730 (il embellit aussi l'icône de Notre Dame de Guelati en cette occasion) et le monastère de Katskhi en 1727. Un manuscrit datant de 1725 et portant la signature d'Alexandre V offre un récit détaillé de la vie des treize pères assyriens qui ont répandu le christianisme en Géorgie au VIe siècle.
Les difficultés financières sont évidentes pour l'Église tout comme pour l'État, un fait représenté par le village de Najaneouli, un hameau en Abkhazie dont les habitants paient leurs impôts directement à l'Église et dont la population diminue sous le règne d'Alexandre V de 60 à 6 familles. L'archevêque Anton de Khoni rédige une déclaration accusant le gouvernement royal de l'avoir obligé à vendre des terres ecclésiastiques aux Ottomans pour des raisons financières.
La capitale Koutaïssi étant sous occupation ottomane, Alexandre V fait construire un palais sur les ruines d'une résidence royale d'été au village de Vartsikhé, en pleine forêt d'Adjameti. Il fait aussi construire dans ses alentours une petite église dédiée à la famille royale.

## Famille
Alexandre V épouse en 1721 Mariam Dadiani, fille du prince Bejan de Mingrélie. Celle-ci meurt entre 1730 et 1731 et donne naissance à deux enfants :
- David Bagration d'Iméréthie (mort en 1749), héritier à la couronne jusqu'à sa mort ;
- Rodam Bagration d'Iméréthie (morte après 1762), qui épouse le prince Mamia IV de Gourie.

Le 23 décembre 1732, Alexandre V épouse en secondes noces Tamar (Taba) Abachidzé, fille du gouverneur Levan Abachidzé, avec qui il a cinq enfants :
- Salomon Bagration d'Iméréthie (1735-1782), roi d'Iméréthie ;
- Joseph Bagration d'Iméréthie (mort en 1776), catholicos d'Abkhazie en 1761-1776  ;
- Bagrat Bagration d'Iméréthie (1741 - après 1800), cité par l'explorateur Johann Anton Güldenstädt comme un prince imère contrôlant de larges domaines et ancêtre des derniers descendants directs des rois d'Iméréthie[34] ;
- Artchil Bagration d'Iméréthie (mort en 1775), cité par Güldenstädt ;
- Tamar Bagration d'Iméréthie (née en 1733), épouse de Zourab Tsereteli, chambellan du royaume.

Durant la vie de la reine Mariam, sa sœur cadette Daredjan vit aussi à la cour royale et devient la maîtresse d'Alexandre V et possiblement la mère de Mariam Bagration, la femme de Georges V de Gourie. Cette Daredjan épouse plus tard Mamouka, frère du roi.